# Wojszuckie
Wojszuckie (lit. Vaišutkiemis) − wieś na Litwie, w okręgu wileńskim, w rejonie solecznickim, w gminie Dziewieniszki, 7 km na wschód od Dziewieniszek, zamieszkana przez 38 osób.

## Historia
W czasach zaborów wieś włościańska w okręgu wiejskim Szudojnie, w gminie Dziewieniszki, w powiecie oszmiańskim, w guberni wileńskiej Imperium Rosyjskiego. W 1905 roku wieś liczyła 86 mieszkańców.
W latach 1921–1945 wieś leżała w Polsce, w województwie wileńskim, w powiecie oszmiańskim, w gminie Dziewieniszki.
W 1931 w 13 domach zamieszkiwało 65 osób.
Wierni należeli do parafii rzymskokatolickiej w Dziewieniszkach i prawosławnej w Trabach. Miejscowość podlegała pod Sąd Grodzki w Holszanach i Okręgowy w Wilnie; właściwy urząd pocztowy mieścił się w Dziewieniszkach.